# گاگیک گیورجیان
گاگیک گورگنی گیورجیان (ارمنی: Գագիկ Գուրգենի Գյուրջյան؛  زادهٔ ۱۶ اکتبر ۱۹۴۸) معمار اهل ارمنستان است.

## زندگی‌نامه
وی در ۱۶ اکتبر ۱۹۴۸ ‏در ووسکواز به دنیا آمد و از دانشگاه پلی‌تکنیک ارمنستان فارغ‌التحصیل گشت. وی از سال ۲۰۰۳ عضو مکاتبه‌ای آکادمی معماری ارمنستان می‌باشد. همچنین برندهٔ جوایزی همچون نشان آنانیا شیراکاتسی (۲۰۰۸) شده است.

## نگارخانه

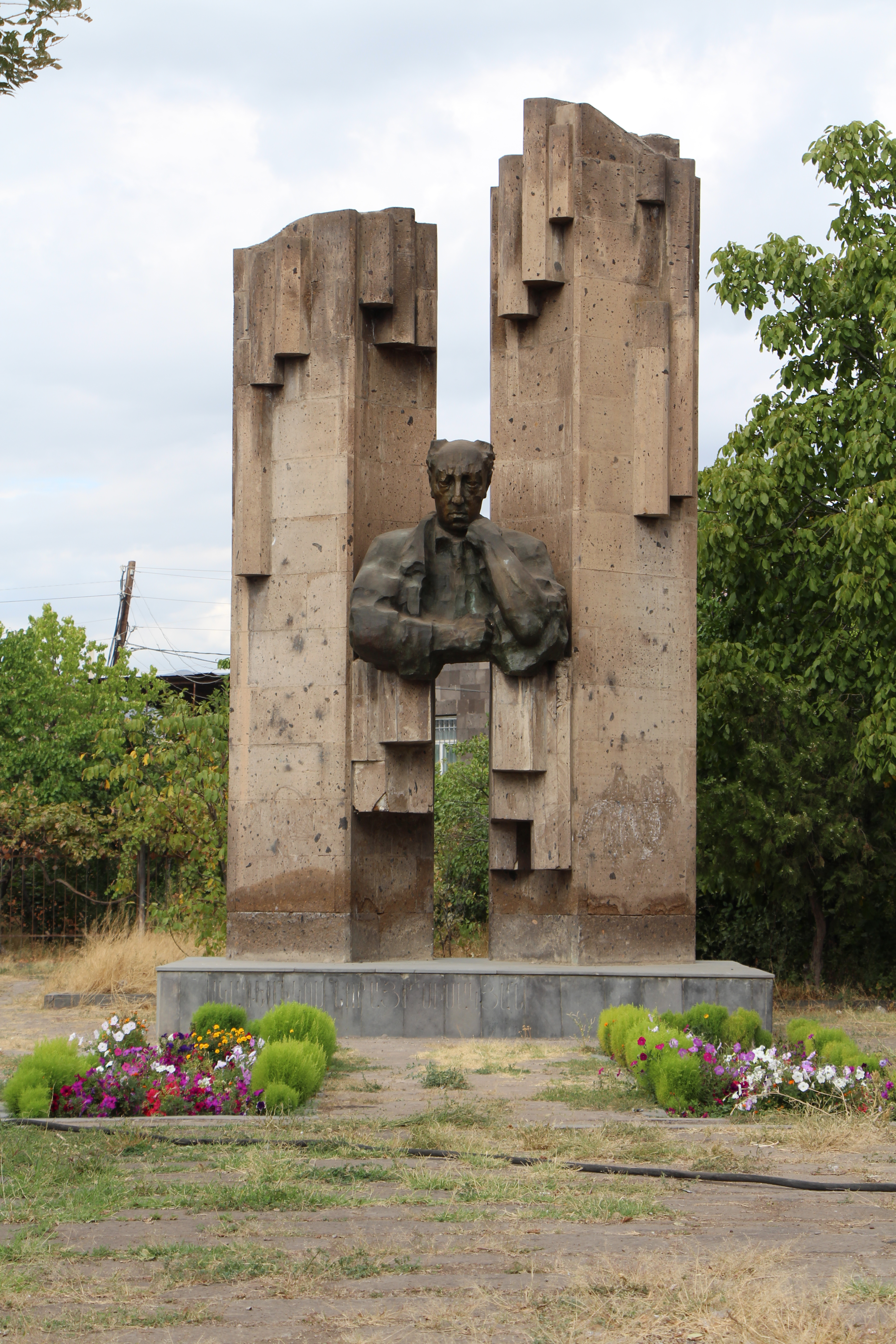
Նորայր Սիսակյանի հուշարձան